# أحمد عبد الله محمود
أحمد عبد الله محمود هو ممثل مصري عمل في بداية حياته كمطرب، وهو ابن الممثل المصري الراحل عبد الله محمود.

## حياته الشخصية
تزوج أحمد عبد الله محمود من الممثلة السورية سارة جهاد نخلة، ولكنهما انفصلا بعد فترة من الوقت وبعد نزاعات قضائية حُكم عليه عيابيًا على إثرها بالسجن لمدة عامين.

## مسيرته الفنية
بدأ أحمد عبد الله محمود حياته العملية كمطرب، ثُم اتّجه للتمثيل بداية من عام 2005 بعد وفاة والده، ومن ذلك الوقت شارك في العديد من الأعمال السينمائية والتليفزيونية كان من أبرزها أدواره في فيلم كيرة والجن، وفيلم جريمة الإيموبيليا، وأدواره في مسلسل أبو العروسة، ومسلسل اللي مالوش كبير.

## أعماله

### الأفلام
- كيرة والجن: صدر في عام 2022، وقام فيه بدور عربي التروماي.
- جريمة الإيموبيليا: صدر في عام 2018.
- تعويذة تو: صدر في عام 2017.
- الثمن: صدر في عام 2016، وقام فيه بدور محسن محمود.
- حرام الجسد: صدر في عام 2016، وقام فيه بدور علي.
- آخر ورقة: صدر في عام 2015، وقام فيه بدور خالد.
- سيد كتاوت: صدر في عام 2015.
- عزبة أبو حشيش: صدر في عام 2015.
- كرم الكنج: صدر في عام 2015، وقام فيه بدور عادل القاضي.
- واحد (فيلم قصير): صدر في عام 2015.
- الجزيرة 2: صدر في عام 2014، وقام فيه بدور عسار,
- حديد: صدر في عام 2014، وقام فيه بدور هستيري.
- قبل الربيع: صدر في عام 2013.
- البار: صدر في عام 2012، وقام فيه بدور شكري.
- صرخة نملة: صدر في عام 2011.
- الفرح: صدر في عام 2010، وقام فيه بدور أحد أصدقاء حسن الحشاش.
- بلد البنات: صدر في عام 2008.
- كباريه: صدر في عام 2008.

### المسلسلات
- شغل في العالي: صدر في عام 2022.
- مزاد الشر: صدر في عام 2022، وقام فيه بدور بدار.
- اللي مالوش كبير: صدر في عام 2021، وقام فيه بدور حسن أبو خاطر.
- النمر: صدر في عام 2021، وقام فيه بدور عامر العقاد.[5]
- اتنين في الصندوق: صدر في عام 2020، وقام فيه بدور رشاد.
- بلا دليل: صدر في عام 2019.
- الوتر: صدر في عام 2018.
- خفة يد: صدر في عام 2018، وقام فيه بدور هاشم كبير المطاريد.
- طايع: صدر في عام 2018، وقام فيه بدور سلطان.
- عوالم خفية: صدر في عام 2018، وقام فيه بدور هشام.
- للحب فرصة أخيرة: صدر في عام 2018، وقام فيه بدور سيد.
- أبو العروسة: صدر في عام 2017، وقام فيه بدور علي.
- الأب الروحي: صدر في عام 2017، وقام فيه بدور تامر/نبيل.
- الجماعة 2: صدر في عام 2017، وقام فيه بدور وكيل النيابة حسن جمعة.
- الكبريت الأحمر 2: صدر في عام 2017، وقام فيه بدور مغربي.
- وضع أمني: صدر في عام 2017، وقام فيه بدور ياسر صابر الغريب.
- الأسطورة: صدر في عام 2016، وقام فيه بدور مرسي.
- الخروج: صدر في عام 2016، وقام فيه بدور أحمد حسن أبو زيد.
- الكبريت الأحمر: صدر في عام 2016، وقام فيه بدور مغربي.
- ستات قادرة: صدر في عام 2016، وقام فيه بدور هاني.
- سقوط حر: صدر في عام 2016، وقام فيه بدور الضابط كريم.
- سلسال الدم: صدر في عام 2016، وقام فيه بدور موسى.
- شطرنج: صدر في عام 2016، وقام فيه بدور الضابط مجدي.
- نصيبي وقسمتك: صدر في عام 2016.
- وش تاني: صدر في عام 2015، وقام فيه بدور ماهر.
- الركين: صدر في عام 2013، وقام فيه بدور برغوتة.
- البحر والعطشانة: صدر في عام 2012.
- إحنا الطلبة: صدر في عام 2011.
- اختفاء سعيد مهران: صدر في عام 2010، وقام فيه بدور مسجون.
- الحارة: صدر في عام 2010، وقام فيه بدور فوزي.
- فؤش الجيل: صدر في عام 2009.
- سلطان العلماء: صدر في عام 1987، وقام فيه بدور جمال الدين الحرستاني.

## روابط خارجية
- صفحة الممثل على موقع قاعدة بيانات الأفلام العربية